# Certeze
Certeze – wieś w Rumunii, w okręgu Satu Mare, w gminie Certeze. W 2011 roku liczyła 3171 mieszkańców. 